# Romeu
Romeu Pereira dos Santos znany również jako Romeu (ur. 13 lutego 1985 w Itamaraju) brazylijski piłkarz, grający na pozycji defensywnego pomocnika w greckim klubie Panthrakikos.
Karierę piłkarską rozpoczynał w klubie Democrata-GV, grając tam do końca 2004 roku. Następnie został kupiony przez Fluminense FC. W brazylijskiej Série A rozegrał w barwach Fluminense 92 mecze, strzelając 5 bramek. W sumie, we wszystkich rozgrywkach w barwach Fluminense FC wystąpił 149 razy, strzelając 6 bramek.
W 2007 roku zdobył Puchar Brazylii z Fluminense. Natomiast w 2008 roku doszedł ze swoim zespołem do finału Copa Libertadores, w którym Fluminense uległo w dwumeczu z ekwadorskim LDU Quito.
29 sierpnia 2008 roku pojawiły się informacje o prawdopodobnym transferze zawodnika do Mistrza Polski, krakowskiej Wisły. Zainteresowanie piłkarzem i chęć jego pozyskania przez Wisłę potwierdził dyrektor sportowy krakowskiego klubu Jacek Bednarz. W czerwcu 2009 roku Romeu przeszedł do greckiego klubu Larissa. Następnie grał w Lewadiakosie, a w 2013 roku przeszedł do Panthrakikosu.

## Kariera w liczbach
(stan na 14 lutego 2010)
| Sezon     | Klub           | Liga         | Liczba meczów | Liczba bramek |
| --------- | -------------- | ------------ | ------------- | ------------- |
| 2005      | Fluminense FC  | Série A      | 11            | 0             |
| 2006      | Fluminense FC  | Série A      | 30            | 2             |
| 2007      | Fluminense FC  | Série A      | 27            | 0             |
| 2008      | Fluminense FC  | Série A      | 23            | 3             |
| 2009      | Fluminense FC  | Série A      | 1             | 0             |
| 2009-2010 | Larissa        | Super League | 26            | 4             |
| 2010-2011 | Larissa        | Super League | 22            | 3             |
| 2011-2012 | Larissa        | Super League | 0             | 0             |
| 2012-2013 | APO Lewadiakos | Super League | 19            | 0             |
| 2013-2014 | Panthrakikos   | Super League |               |               |